# النسوية الشعبوية
النسوية الشعبوية أو النسوية القومية كاتجاه هي نتاج التمازج مابين الأيديولوچيات القومية الشعبوية وبعض الأفكار النسوية وبخاصة تلك المدفوعة بالخوف من الأجانب.
استخدم المصطلح بشكل أساسي من قبل الباحثة سارة ار. فاريس Sara R. Farris.
للإشارة إلى الاتجاهات التي تصطف فيها بعض القوى بصورة داعمة لمزاعم الحركات النسوية من أجل تبرير الممارسات العنصرية وكراهية المقيمين الأجانب والاتجاهات النابذة للأجانب، مستندة على التحيزات الناتجة عن رؤية المهاجرين كأفراد متحيزون لجنس دون الآخر وعلى العكس أن المجتمع الغربي يتسم بالمساواة الكاملة. الانتقادات الجوهرية لهذه الظاهرة تركز على الاستخدام الحزبى والطائفى للحركات النسوية في غايات أعمق بناء على التعصب، تجاهل التمييزالجنسي وعدم المساواة الحقيقية في المجتمعات الغربية ككل.